# Jaromír Kašpárek
Jaromír Kašpárek (25. prosince 1896 Protivín – 20. června 1919 Plešivec) byl československý legionář a voják padlý v maďarsko-československé válce.

## Život

### Před první světovou válkou
Jaromír Kašpárek se narodil 25. prosince 1896 v Protivíně na Písecku v rodině přednosty zdejší železniční stanice Metoděje Kašpárka a Marie, rozené Brandlové. Jeho bratrem byl budoucí starosta Blovic Václav Kašpárek. Otec mu zemřel v roce 1901, matka se s dětmi přestěhovala do Blovic, odkud pocházela její rodina a kde si otevřela galanterii. Vystudoval obchodní akademii v Plzni.

### První světová válka
Jaromír Kašpárek byl v lednu 1916 povolán do c. a k. armády a odeslán bojovat na ruskou, později na italskou frontu. Dne 22. srpna 1917 padl na Jeleniku u Gorice do italského zajetí. Přihlásil se do československých legií, kam byl 12. července 1918 přijat. Bojoval v řadách 35. pěšího pluku.

### Po první světové válce
Po návratu do Československa zůstal Jaromír Kašpárek v armádní službě a stále jako příslušník 35. pěšího pluku zúčastnil sedmidenní války o Těšínsko. Poté byl na jaře 1919 nasazen do bojů proti Maďarům. Dne 20. června 1919 padl u Plešivce. Byl pohřben v místě svého skonu, později byly jeho ostatky exhumovány a převezeny a 20. srpna 1919 uloženy do rodinného hrobu v Blovicích. Dosáhl hodnosti desátníka.

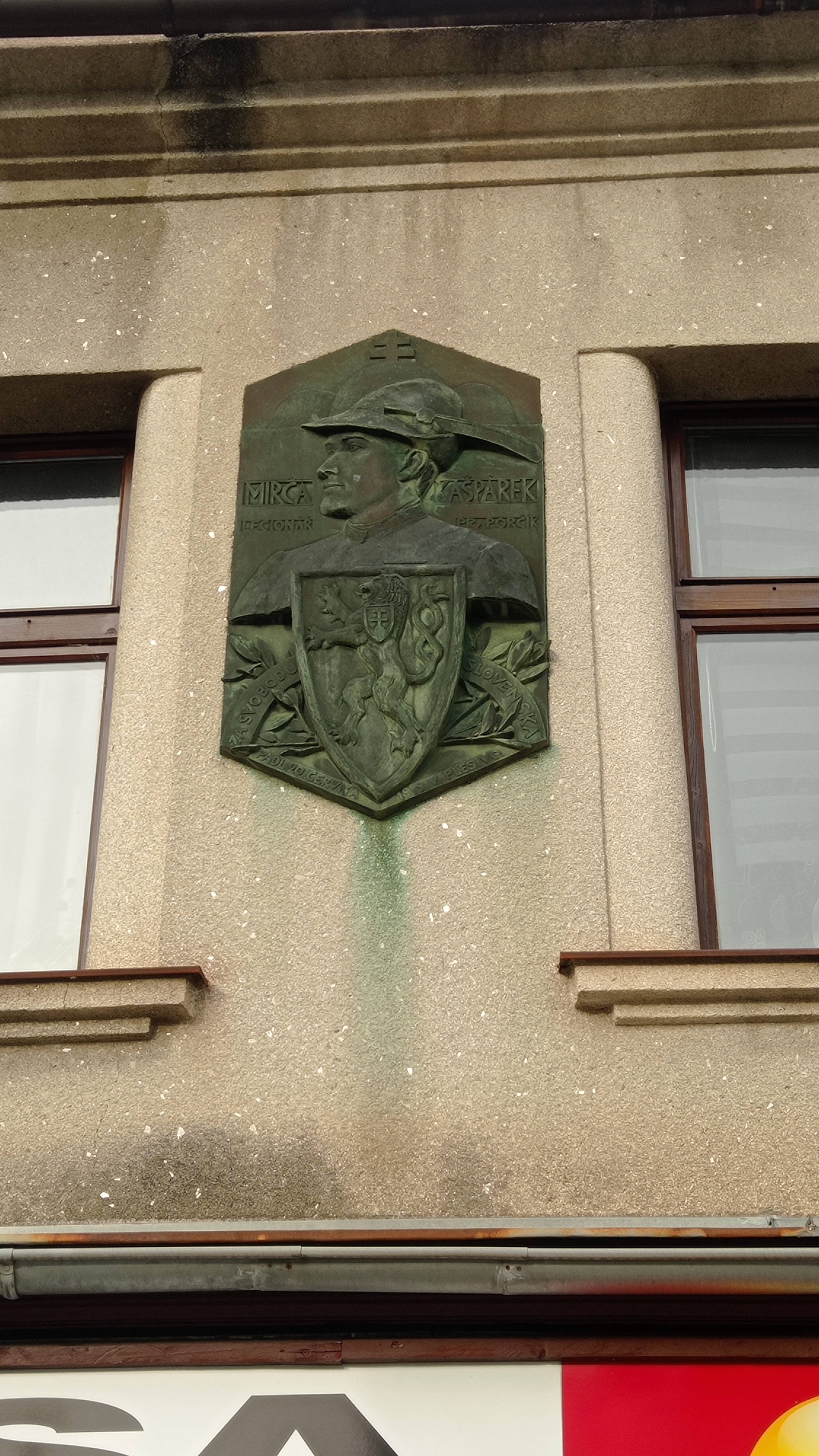
Pamětní deska Jaromíra Kašpárka v Blovicích

## Posmrtná ocenění
- Jaromíru Kašpárkovi byla v Blovicích na domě čp. 176, v němž jeho rodina žila, odhalena v roce 1937 pamětní deska[2]